# Maupiti-Monarch
Der Maupiti-Monarch (Pomarea maupitiensis, Syn.: Pomarea pomarea) ist eine ausgestorbene Vogelart aus der Familie der Monarchen. Er galt bis 2004 als Unterart des Tahiti-Monarchen (Pomarea nigra). Das Gattungsepitheton ehrt Pomaré II., der von 1791 bis 1821 König von Tahiti war.

## Merkmale
Der Maupiti-Monarch ist nur vom männlichen Holotypus bekannt, der 1823 von Jules Poret de Blosseville während einer Expedition der Korvette Coquille auf Maupiti gesammelt wurde. Das Exemplar ging später verloren, als erkrankte Mitglieder der Expedition, die aus Australien nach Frankreich zurückgeführt wurden und das Exemplar mit sich führten, Schiffbruch erlitten. Weiterhin existiert aber eine Illustration von Prosper Garnot und René Primevère Lesson. Der Kopf, der Hals, der Mantel und die obere Brust waren glänzend schwarz. Der Rest des Gefieders war weiß, mit einigen braunen Federn auf den Flügeldecken. Weibchen und juvenile Vögel sind unbeschrieben.

## Systematik
Früher wurde der wissenschaftliche Name Pomarea pomarea verwendet, der heute als Junior-Synonym von Pomarea nigra betrachtet wird, da die rein schwarzen Exemplare der ursprünglich zusammengesetzten Typenreihe, auf der P. pomarea basierte, von Tahiti und nicht von Maupiti stammte. P. maupitiensis basiert auf dem schwarzweißen Männchen der ursprünglich zusammengesetzten Typenreihe, das auf Maupiti gesammelt wurde und das als Lektotypus für diese sexuell zweifarbige Spezies klassifiziert wurde.

## Lebensraum und Lebensweise
Der Maupiti-Monarch war ein Waldbewohner. Über seine Lebensweise ist nichts bekannt.

## Aussterben
Gründe für sein Aussterben sind vermutlich die Nachstellung durch invasive Säugetiere, die Konkurrenz mit invasiven Vögeln, Waldzerstörung und die Verdrängung der Brutbäume durch invasive Pflanzenarten. Der einzige noch existierende Nachweis über die Art ist eine Zeichnung von Prosper Garnot und René Primevère Lesson, die ein altes Männchen darstellt.